# Canton de Nœux-les-Mines
Le canton de Nœux-les-Mines est une circonscription électorale française située dans le département du Pas-de-Calais et la région Hauts-de-France.
À la suite du redécoupage cantonal de 2014, les limites territoriales du canton sont remaniées. Le nombre de communes du canton passe de 4 à 13.

## Géographie

Le canton de Nœux-les-Mines dans l'arrondissement de Béthune

Ce canton est organisé autour de Nœux-les-Mines dans l'arrondissement de Béthune. Son altitude varie de 18 m (Labourse) à 76 m (Nœux-les-Mines) pour une altitude moyenne de 29 m.

## Histoire
Le canton est créé en 1973 par scission du canton de Cambrin.
Avec le redécoupage administratif de 2014, le territoire du canton s'affranchit des limites d'arrondissements. L'arrondissement de Lens est composé de la commune de Hersin-Coupigny, et l'arrondissement de Béthune des 12 autres : Barlin, Drouvin-le-Marais, Fouquereuil, Fouquières-lès-Béthune, Gosnay, Haillicourt, Hesdigneul-lès-Béthune, Houchin, Labourse, Nœux-les-Mines, Ruitz, Vaudricourt. Le bureau centralisateur est situé à Nœux-les-Mines.

## Représentation

### Conseillers généraux de 1973 à 2015
| Période | Période | Identité          | Étiquette | Qualité |
| ------- | ------- | ----------------- | --------- | --- |
| 1973    | 1982    | Noël Josèphe      | PS        | Inspecteur départemental honoraire de l'Éducation nationale Maire de Beuvry (1971-1995) Député (1981-1986 et 1988-1993) Président du Conseil Régional (1981-1992) |
| 1982    | 2015    | Jacques Villedary | PS        | Professeur de collège Maire de Nœux-les-Mines (1978-2014) |

### Conseillers départementaux à partir de 2015

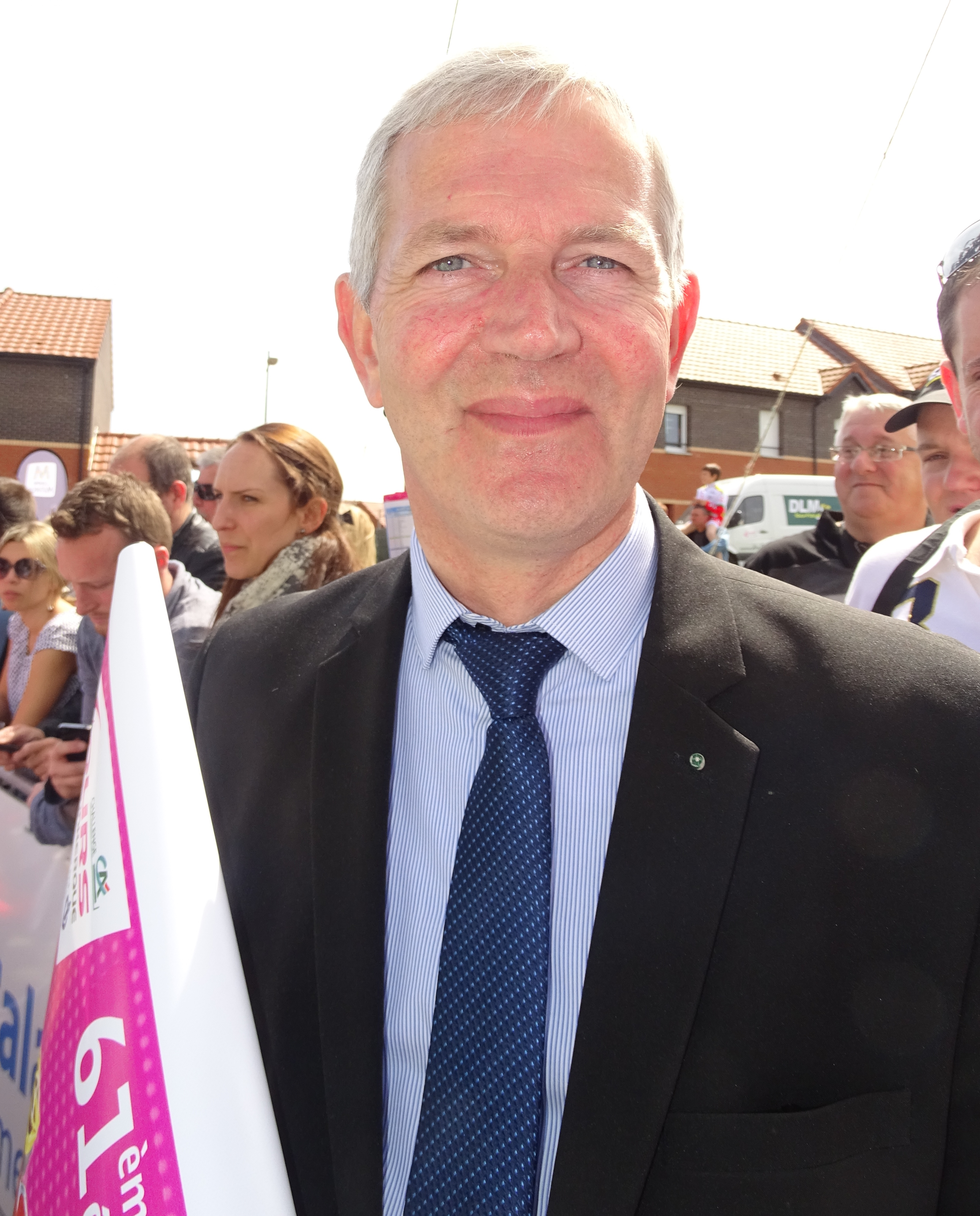
Michel Dagbert lors du départ de la 3e étape des Quatre Jours de Dunkerque 2015 à Barlin.

| Période élective | Période élective | Mandat | Mandat   | Identité        | Nuance | Nuance | Qualité |
| ---------------- | ---------------- | ------ | -------- | --------------- | ------ | ------ | --- |
| 2015             | 2021             | 2015   | 2021     | Michel Dagbert  |        | PS     | Aide-soignant Conseiller municipal de Barlin (1983-2020), Maire de Barlin (2002-2014), Sénateur du Pas-de-Calais (depuis 2017) Ancien conseiller général du Canton de Barlin (2002-20 14) |
| 2015             | 2021             | 2015   | 2021     | Karine Gauthier |        | PS     | Conseillère municipale de Nœux-les-Mines Présidente de la Maison départementale des Personnes handicapées                                                                                 |
| 2021             | 2028             | 2021   | en cours | Michel Dagbert  |        | LREM   | Conseiller sortant |
| 2021             | 2028             | 2021   | en cours | Karine Gauthier |        | PS     | Conseillère sortante, 13ème Vice-Présidente du conseil départemental |

### Résultats détaillés

#### Élections de mars 2015
À l'issue du 1er tour des élections départementales de 2015, deux binômes sont en ballottage : Michel Dagbert et Karine Gauthier (Union de la Gauche, 42,57 %) et Maité Lecat et Bruno Vallet (FN, 42,5 %). Le taux de participation est de 49,46 % (15 499 votants sur 31 337 inscrits) contre 51,81 % au niveau départemental et 50,17 % au niveau national.
Au second tour, Michel Dagbert et Karine Gauthier (Union de la Gauche) sont élus avec 53,98 % des suffrages exprimés et un taux de participation de 50,32 % (7 977 voix pour 15 919 votants et 31 637 inscrits).

#### Élections de juin 2021
Le premier tour des élections départementales de 2021 est marqué par un très faible taux de participation (33,26 % au niveau national). Dans le canton de Nœux-les-Mines, ce taux de participation est de 33,6 % (10 674 votants sur 31 769 inscrits) contre 35,19 % au niveau départemental. À l'issue de ce premier tour, deux binômes sont en ballottage : Michel Dagbert et Karine Gauthier (PS, 51,02 %) et Jérôme Antochewicz et Amandine Himblot (RN, 37,95 %).
Le second tour des élections est marqué une nouvelle fois par une abstention massive équivalente au premier tour. Les taux de participation sont de 34,36 % au niveau national, 34,96 % dans le département et 33,91 % dans le canton de Nœux-les-Mines. Michel Dagbert et Karine Gauthier (PS) sont élus avec 60,11 % des suffrages exprimés (6 125 voix pour 10 776 votants et 31 774 inscrits),,.
Michel Dagbert a quitté le PS et a rejoint TdP.

## Composition

### Composition avant 2015
Le canton de Nœux-les-Mines regroupait 4 communes.
| Nom                        | Code Insee | Codepostal | Superficie (km2) | Population (dernière pop. légale) | Densité (hab./km2) |
| -------------------------- | ---------- | ---------- | ---------------- | --------------------------------- | ------------------ |
| Nœux-les-Mines (chef-lieu) | 62617      | 62290      | 8,84             | 12 300 (2012)                     | 1 391              |
| Beuvry                     | 62126      | 62660      | 16,85            | 9 097 (2012)                      | 540                |
| Labourse                   | 62480      | 62113      | 4,67             | 2 429 (2012)                      | 520                |
| Sailly-Labourse            | 62735      | 62113      | 6,02             | 2 151 (2012)                      | 357                |

### Composition depuis 2015
Le nouveau canton de Nœux-les-Mines comprend 13 communes entières.
| Nom                                    | Code Insee | Intercommunalité                       | Superficie (km2) | Population (dernière pop. légale) | Densité (hab./km2) | Modifier                                    |
| -------------------------------------- | ---------- | -------------------------------------- | ---------------- | --------------------------------- | ------------------ | ------------------------------------------- |
| Nœux-les-Mines (bureau centralisateur) | 62617      | CA de Béthune-Bruay, Artois-Lys Romane | 8,84             | 11 384 (2022)                     | 1 288              | modifier les données · modifier les données |
| Barlin                                 | 62083      | CA de Béthune-Bruay, Artois-Lys Romane | 6,18             | 7 330 (2022)                      | 1 186              | modifier les données · modifier les données |
| Drouvin-le-Marais                      | 62278      | CA de Béthune-Bruay, Artois-Lys Romane | 2,12             | 610 (2022)                        | 288                | modifier les données · modifier les données |
| Fouquereuil                            | 62349      | CA de Béthune-Bruay, Artois-Lys Romane | 2,01             | 1 630 (2022)                      | 811                | modifier les données · modifier les données |
| Fouquières-lès-Béthune                 | 62350      | CA de Béthune-Bruay, Artois-Lys Romane | 2,42             | 1 111 (2022)                      | 459                | modifier les données · modifier les données |
| Gosnay                                 | 62377      | CA de Béthune-Bruay, Artois-Lys Romane | 2,21             | 946 (2022)                        | 428                | modifier les données · modifier les données |
| Haillicourt                            | 62400      | CA de Béthune-Bruay, Artois-Lys Romane | 4,46             | 4 974 (2022)                      | 1 115              | modifier les données · modifier les données |
| Hersin-Coupigny                        | 62443      | CA de Béthune-Bruay, Artois-Lys Romane | 12,02            | 6 098 (2022)                      | 507                | modifier les données · modifier les données |
| Hesdigneul-lès-Béthune                 | 62445      | CA de Béthune-Bruay, Artois-Lys Romane | 2,59             | 842 (2022)                        | 325                | modifier les données · modifier les données |
| Houchin                                | 62456      | CA de Béthune-Bruay, Artois-Lys Romane | 4,50             | 735 (2022)                        | 163                | modifier les données · modifier les données |
| Labourse                               | 62480      | CA de Béthune-Bruay, Artois-Lys Romane | 4,67             | 2 876 (2022)                      | 616                | modifier les données · modifier les données |
| Ruitz                                  | 62727      | CA de Béthune-Bruay, Artois-Lys Romane | 4,96             | 1 493 (2022)                      | 301                | modifier les données · modifier les données |
| Vaudricourt                            | 62836      | CA de Béthune-Bruay, Artois-Lys Romane | 2,99             | 1 129 (2022)                      | 378                | modifier les données · modifier les données |
| Canton de Nœux-les-Mines               | 6235       |                                        | 59,97            | 41 158 (2022)                     | 686                | modifier les données                        |

## Démographie

### Démographie avant 2015
| 1975   | 1982   | 1990   | 1999   | 2006   | 2011   | 2012   |
| ------ | ------ | ------ | ------ | ------ | ------ | ------ |
| 25 529 | 25 467 | 25 090 | 25 182 | 25 493 | 25 648 | 25 977 |

### Démographie depuis 2015
En 2022, le canton comptait 41 158 habitants, en évolution de −1,78 % par rapport à 2016 (Pas-de-Calais : −0,72 %, France hors Mayotte : +2,11 %).
| 2013   | 2018   | 2022   |
| ------ | ------ | ------ |
| 41 567 | 41 690 | 41 158 |